# رینا مورلی
رینا مورلی (انگلیسی: Rina Morelli؛ ۶ دسامبر ۱۹۰۸ – ۱۷ ژوئیهٔ ۱۹۷۶) هنرپیشه اهل ایتالیا بود.
از فیلم‌هایی که وی در آن نقش داشته‌است، می‌توان به پلنگ، احساس، فابیولا، عقاب سیاه، بی‌گناه و شادی زندگی اشاره کرد.